# Denis Browne
Denis George Browne (ur. 21 września 1937 w Auckland, zm. 1 września 2024 tamże) – nowozelandzki duchowny rzymskokatolicki, w latach 1994-2014 biskup diecezjalny Hamilton, wcześniej biskup diecezjalny Rarotonga (1977-83) i Auckland (1983-1994). 

## Życiorys
Święcenia kapłańskie przyjął 30 czerwca 1962 w swojej rodzinnej diecezji Auckland. 21 marca 1977 papież Paweł VI mianował go biskupem Rarotonga na Wyspach Cooka. Sakry udzielił mu 29 czerwca 1977 jego poprzednik na tej stolicy biskupiej John Rodgers SM. 6 czerwca 1983 został biskupem Auckland. 19 czerwca 1994 został przeniesiony na urząd biskupa Hamilton, który sprawował do 2014. 